# انجمن ملی بدنسازان آماتور
انجمن ملی بدنسازان آماتور، که بیشتر با نام NABBA شناخته می‌شود، در سال ۱۹۵۰ توسط لیگ سلامت و قدرت برای ترویج بدنسازی تأسیس شد. اگرچه هدف اولیه ترویج مسابقات بدنسازی در بریتانیا بود، اما محبوبیت مسابقه مستر یونیورس و بعداً مسابقه جهانی بانون، توجه ورزشکاران سراسر جهان را به خود جلب کرد. امروزه NABBA International در ۶۰ کشور نماینده فعال دارد.

## تاریخچه
تاریخچه NABBA به عنوان یک سازمان را می‌توان به سال ۱۸۹۸ ردیابی کرد، زمانی که یک کارآفرین آمریکایی، برنار مک فادن، و یک دوستدار دوچرخه سواری انگلیسی، هاپتون هدلی، برای تبلیغ اولین مجله فرهنگ بدنی با یکدیگر همکاری کردند. عنوان اصلی مجله قابل بحث است، اما در سال ۱۸۹۸ مک فادن سهم خود را به هدلی فروخت و به سرعت به عنوان مجله Health & Strength شناخته شد. مجله Health & Strength سالها قبل از فروش به عنوان مجله رسمی NABBA خدمت می‌کرد. نشریه فعلی Health & Strength از این نام استفاده می‌کند اما شباهت کمی به مجله اصلی دارد. در سال ۱۹۰۶ لیگ سلامت و قدرت برای ترویج فرهنگ بدنی تشکیل شد و در عرض چند سال هزاران عضو را در سراسر بریتانیا به خود اختصاص داد.
در دهه ۱۹۲۰، لیگ سلامت و قدرت سازماندهی مسابقات بدنسازی را آغاز کرده، که پیش‌درآمدی برای مسابقات بدنسازی مدرن بود. در سال ۱۹۳۰ لیگ سلامت و قدرت میزبان مسابقه آقای بریتانیا با ویلیام تی کوگینز به عنوان برنده افتتاحیه بود. از اواسط دهه ۱۹۵۰ مسابقه آقای بریتانیا توسط NABBA UK سازماندهی می‌شود. در سال ۱۹۴۸ پس از اولین مسابقه مستر یونیورس که جان گریمک برنده این دوره شد، لیگ سلامت و قدرت برنامه‌هایی برای تشکیل یک انجمن حاکم جداگانه که به بدنسازی اختصاص داشت، انجام داد. در اواخر سال ۱۹۴۹ این برنامه‌ها به نتیجه رسیدند
ده‌ها کشور از جمله استرالیا، اتریش، برزیل، جمهوری ایرلند، ایالات متحده آمریکا، آلمان، ایتالیا، اوکراین، کره، چین، اسرائیل، نیوزلند، ایران، لبنان، یونان، قبرس و کانادا به NABBA International وابسته هستند. نام NABBA به خودی خود معمولاً به NABBA UK اشاره دارد.

## مسابقات
هر کشور وابسته به NABBA International سالانه یک مسابقات قهرمانی ملی را برگزار می‌کند، معمولاً قبل از مسابقات قهرمانی جهانی یا مسابقات جهانی یونیورس چمپیونشسپز می‌باشد.